# Guerra Goguryeo-Sui
La guerra tra Goguryeo e Sui (in cinese 高句麗與隋的戰爭T, 高句丽与隋的战争S, Gāogōulí yǔ Suí dì zhànzhēngP, in coreano (고구려-수 전쟁?, Goguryeo-su jeonjaengLR, Koguryŏ-su chŏnjaengMR; 高句麗-隋 戦争)) fu una serie di campagne lanciate dalla Dinastia Sui della Cina contro il regno di Goguryeo in Corea tra il 598 e il 614. Il risultato negativo di questa guerra da parte di Sui ha contribuito alla caduta della Dinastia Sui nel 618.

## Contesto

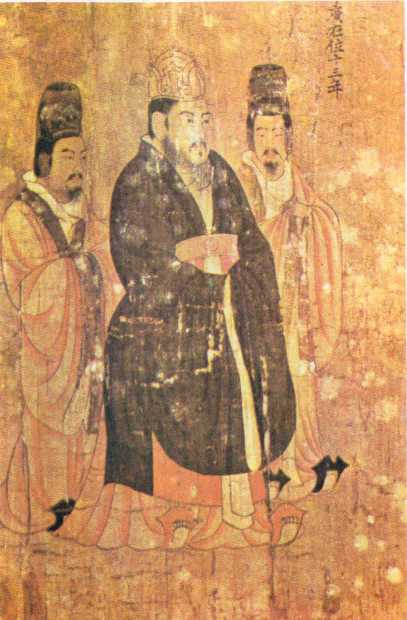
L'imperatore Sui Yangdi

La Dinastia Sui aveva unito sotto il suo controllo quasi tutta la Cina sottomettendo popoli a volte senza neppur combattere. Uno dei territori che non entrò a far parte della zona d'influenza della dinastia Sui fu quello di Goguryeo, che in ogni modo non volle sottomettersi alla dinastia Sui. Sui Wendi non fu felice della sfida di Goguryeo, che continuò piccole incursioni nel territorio nemico. Sui dopo una contrattazione diplomatica che prevedeva un ultimatum per le razzìe sul confine settentrionale chiese a Goguryeo di cessare ogni alleanza militare con i turchi. Anche se Yeongyang sembra rispettare l'ultimatum, l'anno successivo, il 597, iniziò un attacco preventivo con Mohe contro avamposti cinesi lungo il confine attuale provincia di Hebei.

## Prima guerra nel 598
Wendi ordinò al suo quinto figlio, il più giovane, Yang Lian (assistito dal co-primo ministro Jiong Gao), e l'ammiraglio Zhou Luohou (周 罗睺), di conquistare Goguryeo con un esercito e una flotta di 300 000 uomini. L'esercito di Yang Lian ha dovuto affrontare la stagione delle piogge in anticipo, appena raggiunse Goguryeo. Le forti piogge fuori stagione non hanno fatto compiere alcun progresso all'esercito, e hanno impedito il trasporto dei rifornimenti. Attacchi costanti da parte delle forze Goguryeo e malattie hanno inflitto perdite pesanti. I generali giunsero alla conclusione che l'esercito non poteva vincere da solo, Yang quindi decise di unire la flotta di Zhou. La flotta di Zhou durante il percorso si trovo di fronte grandi insidie come burrasche e attacchi nemici ogni volta che la flotta si fermava lungo la costa. La flotta fu impegnata in una battaglia contro una flotta Goguryeo per un totale di 50 000 uomini, guidata dall'Ammiraglio Gang Isik, presumibilmente nell'attuale Mare di Bohai. Già indebolita da imboscate e avversità naturali, la flotta Sui arrecò perdite devastanti. Questa guerra è stata l'unica grande sconfitta per Wendi, morto nel 604.

## Seconda Guerra 612
Yangdi quando salì al trono fece costruire il Gran Canale, un canale che attraversava da nord a sud la Cina. Questo canale facilitava sia gli scambi commerciali sia gli spostamenti di grandi eserciti. Yeongyang abbandonò la zona cuscinetto che aveva acquisito dopo la guerra del 598, in quanto quella zona non era adatta ad affrontare un vasto esercito. Le truppe si ritirarono dietro Goguryeo quello che oggi è conosciuto come il fiume Liao. Per fortuna dei coreani il fiume si sciolse prima del previsto e i cinesi dovettero così costruire dei ponti, così mentre i cinesi costruivano i ponti i coreani facevano leggere imboscate agli invasori. Yangdi ordinò ai suoi generali che prima di intraprendere una battaglia dovettero fare riferire a lui e aspettare la conferma. Questo ordine ostacolò le operazioni militari cinesi e durante l'assedio alla fortezza Yodong i generali dovettero chiedere l'approvazione del piano di battaglia, ora che il messaggero ritornò, Goguryeo le sue truppe erano di nuovo pronti a difendere la fortezza. Sfruttando questa falla nel sistema Sui, Yodong e altre cittadelle di Goguryeo continuarono a tenere duro. Entro giugno, cinque mesi dopo l'inizio della campagna, non una fortezza era caduta. La nuova strategia adottata dai cinesi fu quella di mantenere le fortezze di Goguryeo in Manciuria a bada, mentre un nuovo contingente dell'esercito e della marina avrebbe conquistato Pyongyang, capitale del Goguryeo. Fu inviato un esercito, con una forza di 305 000 uomini, e una flotta navale di circa 200 000 uomini. La marina raggiunse la baia del fiume Daedong prima dell'esercito. Vedendo che l'esercito ostile non si faceva ancora vedere Lai Huni decise di mandare un contingente di soldati nella capitale. I soldati quando giunsero a Pyongyang la trovarono deserta e iniziarono a saccheggiarla, quando anche il generale giunse nella città i coreani tesero un'imboscata alle forze cinesi e le costrinsero a ritornare alla rinfusa alla flotta, il generale allora decise di attendere l'arrivo dell'esercito. Intanto il contingente dell'esercito, guidato dai generali Yuwen Zhongwene Yu Shu, avevano i loro problemi. Mentre le truppe possono essere trasportate in modo sicuro all'interno della Cina, una volta raggiunto il territorio Goguryeo, c'era il pericolo di imboscate da parte delle forze ostili. Ma sebbene il contingente dell'esercito Sui arrivò a Pyongyang fu costretto alla fuga anche per ragione del fatto che i generali dovevano fare approvare i propri piani di battaglia. 
La seconda guerra prosegue con la battaglia di Salsu.

## Terza guerra 613
Yangdi Liaodong invase nuovamente l'anno successivo (613), ma fu di nuovo costretto a ritirarsi senza successo.

## Quarta guerra 614
Yangdi riattaccò i confini coreani anche nel 614, questa volta riuscì a neutralizzare la prima linea di difese ma poi dovette fermarsi a causa delle continue imboscate e dell'interruzione dei rifornimenti. Yangdi vide la possibilità di una pace che venne firmata quello stesso anno, infatti il malcontento riguardo a questa guerra in Cina si fece sentire.

## Conseguenze
La più grande conseguenza che portò questa guerra fu la caduta della dinastia Sui, infatti durante la guerra in Cina era cresciuto il malcontento verso non solo le perdite umane ma anche delle risorse da parte di tutti i ceti popolari e anche tra le file dello stesso esercito cinese.